# Vambåsanäs
Vambåsanäs este o arie protejată (arie specială de conservare — SAC, sit de importanță comunitară — SCI) din Suedia întinsă pe o suprafață de 139,9 ha, integral pe uscat.

## Localizare
Centrul sitului Vambåsanäs este situat la coordonatele 56°10′45″N 15°26′29″E / 56.1791°N 15.4413°E.

## Înființare
Situl Vambåsanäs a fost declarat sit de importanță comunitară în ianuarie 2002 pentru a proteja 2 specii de animale. Situl a fost protejat și ca arie specială de conservare în martie 2011.

## Biodiversitate
Situată în ecoregiunile continentală și marină baltică, aria protejată conține 3 habitate naturale: Pășuni din zone de pădure fino-scandinave, Golfuri mici largi și golfuri puțin adânci, Păduri acidofile de stejar bătrân cu Quercus robur pe câmpii nisipoase.
La baza desemnării sitului se află mai multe specii protejate de  nevertebrate (2): rădașcă (Lucanus cervus), Osmoderma eremita.